# Naturpark Augsburg – Westliche Wälder

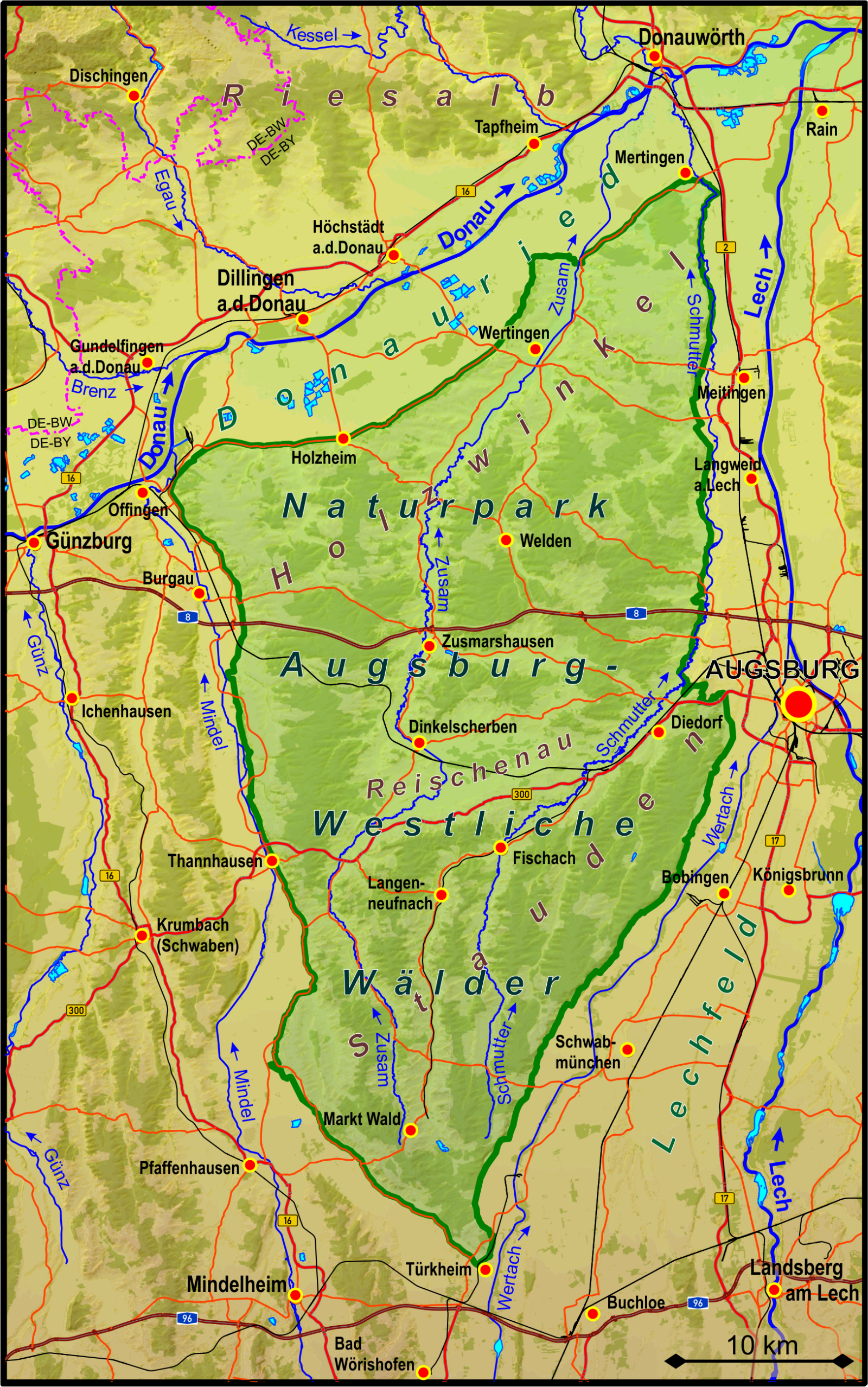
Lage und Topografie des Naturparkes

Der Naturpark Augsburg – Westliche Wälder ist der einzige Naturpark in Mittelschwaben und hat eine Fläche von ca. 122.488 Hektar (Stand 2009).
Die Landschaft des Naturparks zeichnet sich durch bewaldete Höhenrücken und überwiegend von Süd nach Nord verlaufende Bachtäler aus. Sie ist Teil des mittelschwäbischen Schotterriedel- und Hügellandes. Bekannte Landschaften im Naturpark sind der Holzwinkel um Welden, die Reischenau um Dinkelscherben und die Stauden im Süden.
43 % der Fläche des Naturparks sind mit Wald bedeckt.

## Lage
Umgrenzt wird der Naturpark im Norden von der Donau, im Osten von den Abhängen zu Wertach und Schmutter, im Westen von der Mindel und im Südwesten von der Flossach. Der Großteil des Naturparks liegt im Landkreis Augsburg. Das Gebiet hat eine asymmetrische Rautenform. Der süd- bis südwestliche Rand des Gebiets liegt im Landkreis Unterallgäu, der westliche Rand im Landkreis Günzburg und der nördliche im Landkreis Dillingen an der Donau. Die Nordspitze des Naturparks liegt bei Donauwörth im Landkreis Donau-Ries.

## Geschichte
Nachdem sich bereits 1974 ein Verein („Naturpark Augsburg – Westliche Wälder e. V.“) gegründet hatte, wurde der Naturpark 1988 offiziell anerkannt. Die Verordnung des Bayerischen Umweltministeriums vom 22. August 1988 wies ein 1175 km² großes Gebiet westlich von Augsburg als „Naturpark Augsburg – Westliche Wälder“ aus. Am 1. Oktober 2007 wurde der Naturpark noch um Gebiete in der Stadt Neusäß und in der Stadt Stadtbergen erweitert.

## Landschaftsschutzgebiet
Etwa 55 % der Fläche des Naturparks Augsburg – Westliche Wälder ist als Landschaftsschutzgebiet geschützt (Landschaftsschutzgebiet Augsburg – Westliche Wälder, LSG-00417.01). Zum Stand 2011 umfasste die Landschaftsschutzgebietsfläche ca. 70.492 Hektar. Am Landschaftsschutzgebiet Augsburg – Westliche Wälder haben folgende Städte und Landkreise im bayerischen Regierungsbezirk Schwaben Anteil (Stand: 31. Dezember 2011):
- Stadt Augsburg: 1.546,18 ha
- Landkreis Augsburg: 42.910,06 ha
- Landkreis Dillingen an der Donau: 6.955,38 ha
- Landkreis Günzburg: 11.365,13 ha
- Landkreis Unterallgäu: 7.081,79 ha
- Landkreis Donau-Ries: 633,76 ha

Zusätzlich sind im Naturpark zahlreiche Naturdenkmale ausgewiesen, zum Beispiel die Ganghofer-Allee in Welden oder die Linde am Schlossgut Gailenbach.

## Aktivitäten

### Wandern
Über tausend Kilometer markierter Wanderwege existieren im Naturpark. Neben über fünfzig Rundwanderwegen sind folgende Themenwege von besonderer Bedeutung:
- Der Schwäbisch-Allgäuer Wanderweg führt von Augsburg durch die Landschaft der Stauden bis nach Sonthofen im Allgäu.
- Der Wanderweg „Lueg ins Land“ ermöglicht es, den Naturpark von Süd nach Nord von Türkheim bis Wertingen zu durchqueren.
- Auf zwei Varianten führt der Bayerisch-Schwäbische Jakobusweg (Jakobus-Pilgerweg) von Augsburg ins Allgäu und weiter bis zum Bodensee.
- Zwischen Biberbach, Augsburg, Türkheim und Bad Wörishofen verläuft der „Pfarrer-Kneipp-Weg“.
- Gewässererlebnispfad in Münsterhausen für Kinder und Erwachsene mit einem Wasserspielplatz und einer natürlichen Kneippanlage

### Nordic Walking
Im Naturpark existieren sechs Nordic-Walking-Stützpunkte mit jeweils drei Rundstrecken unterschiedlicher Schwierigkeiten:
- Anhausen bei Diedorf
- Deuringen bei Stadtbergen
- Fischach (Willmatshofen)
- Neusäß / Aystetten
- Straßberg bei Bobingen
- Zusmarshausen

### Radwandern
Für Radwanderer stehen im Naturpark weit mehr als tausend Streckenkilometer zur Verfügung. Einige der markierten Hauptrouten sind:
- Die 7-Schwaben-Tour – auf 220 Kilometern rund um den Naturpark
- Der Zusam-Radweg – von Bad Wörishofen oder Mindelheim über Markt Wald entlang der Zusam bis nach Donauwörth
- Der Radwanderweg VIA JULIA führt von Günzburg aus durch den Naturpark nach Augsburg und weiter bis nach Salzburg

## Sehenswürdigkeiten

### Naturpark-Haus auf dem Gelände des Klosters Oberschönenfeld
In dem 1992 eröffneten Naturpark-Haus, das sich in einem Nebengebäude der Zisterzienserinnenabtei Oberschönenfeld südlich von Gessertshausen befindet, wird die Dauerausstellung „Natur und Mensch im Naturpark“ gezeigt. Die Dauerausstellung „Natur und Mensch im Naturpark“ im Naturparkhaus wurde 2014 grundlegend erneuert und verfügt nun auch über viele mediale Elemente und über ein Großdiorama, in das man mittels einer Kriechröhre direkt gelangen kann. Außerdem wurde bei dem Kloster von 1974 bis 1980 mit dem „Glaserschusterhaus“ aus Döpshofen ein für die Gegend typisches Staudenhaus wiederaufgebaut und als Museum zugänglich gemacht. Dieses Söldneranwesen ist das letzte, strohgedeckte Kleinbauernhaus im Augsburger Umland. In vergangenen Jahrhunderten war diese Bauform für die Stauden, den südlichen Teil des Naturparks, typisch.
In weiteren ehemaligen Wirtschaftsgebäuden der Abtei betreibt der Bezirk Schwaben heute das Museum Oberschönenfeld. Im Besucherzentrum erfährt man mehr zu Oberschönenfeld, die Landschaft der Stauden und die Region. Die schwäbische Galerie präsentiert zeitgenössische Kunst aus Schwaben und bietet wechselnde Ausstellungen. In der Dauerausstellung des „Volkskundemuseums“ werden 200 Jahre schwäbische (Alltags-)Geschichte erzählt und man bekommt einen Einblick in das Leben in einem Zisterzienserinnenkloster. Zudem gibt es im Erdgeschoss Räume für wechselnde Sonderausstellungen zu kulturwissenschaftlichen Themen.

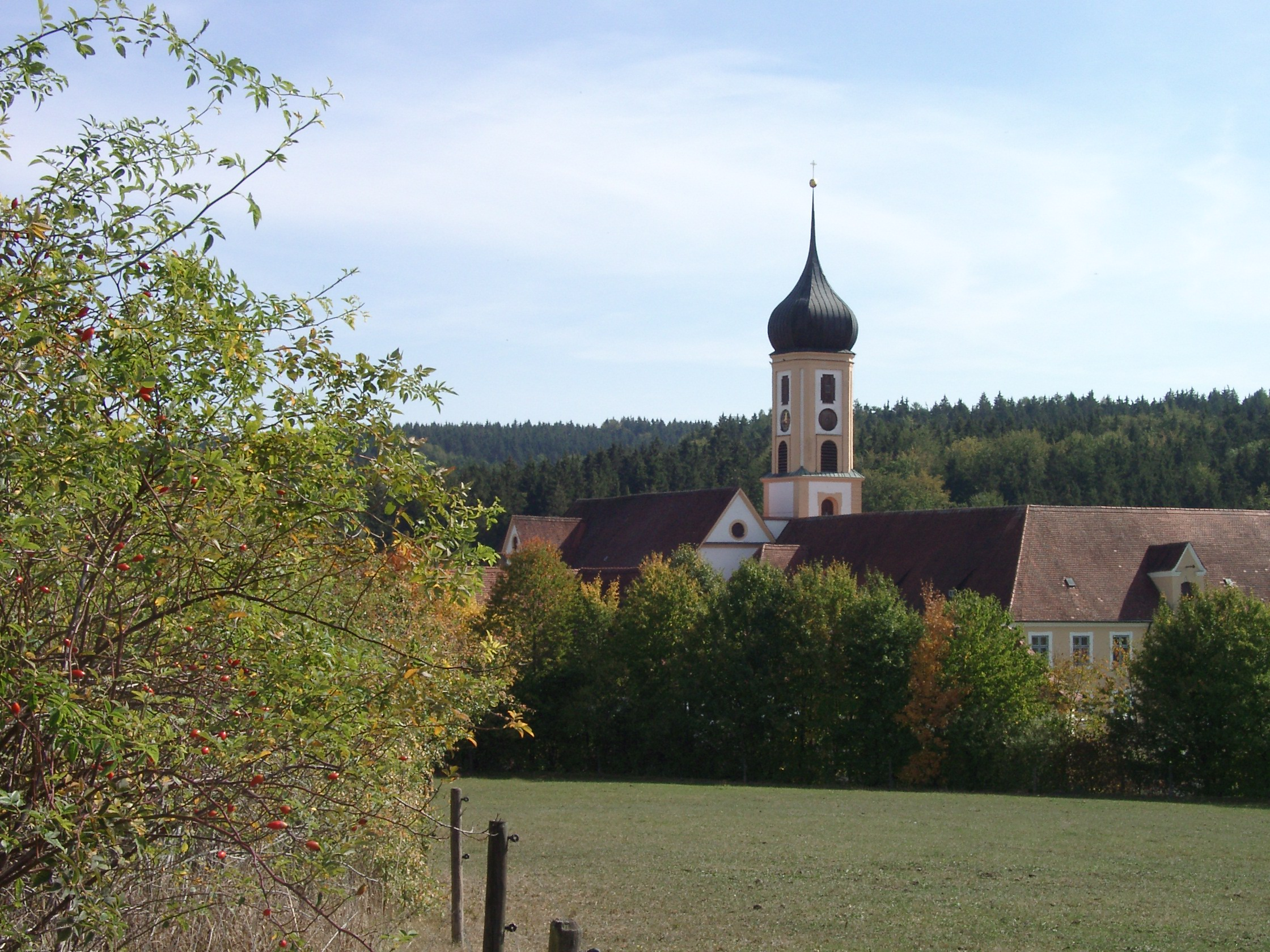
Kloster Oberschönenfeld
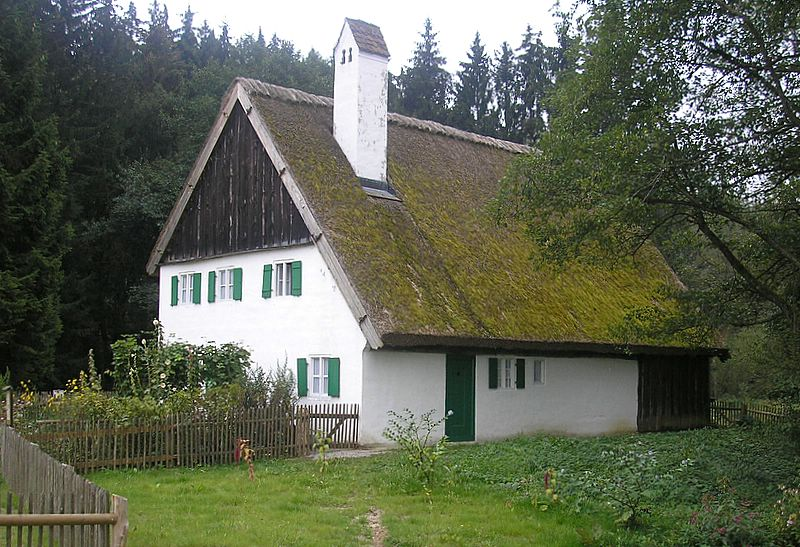
Staudenhaus beim Kloster Oberschönenfeld
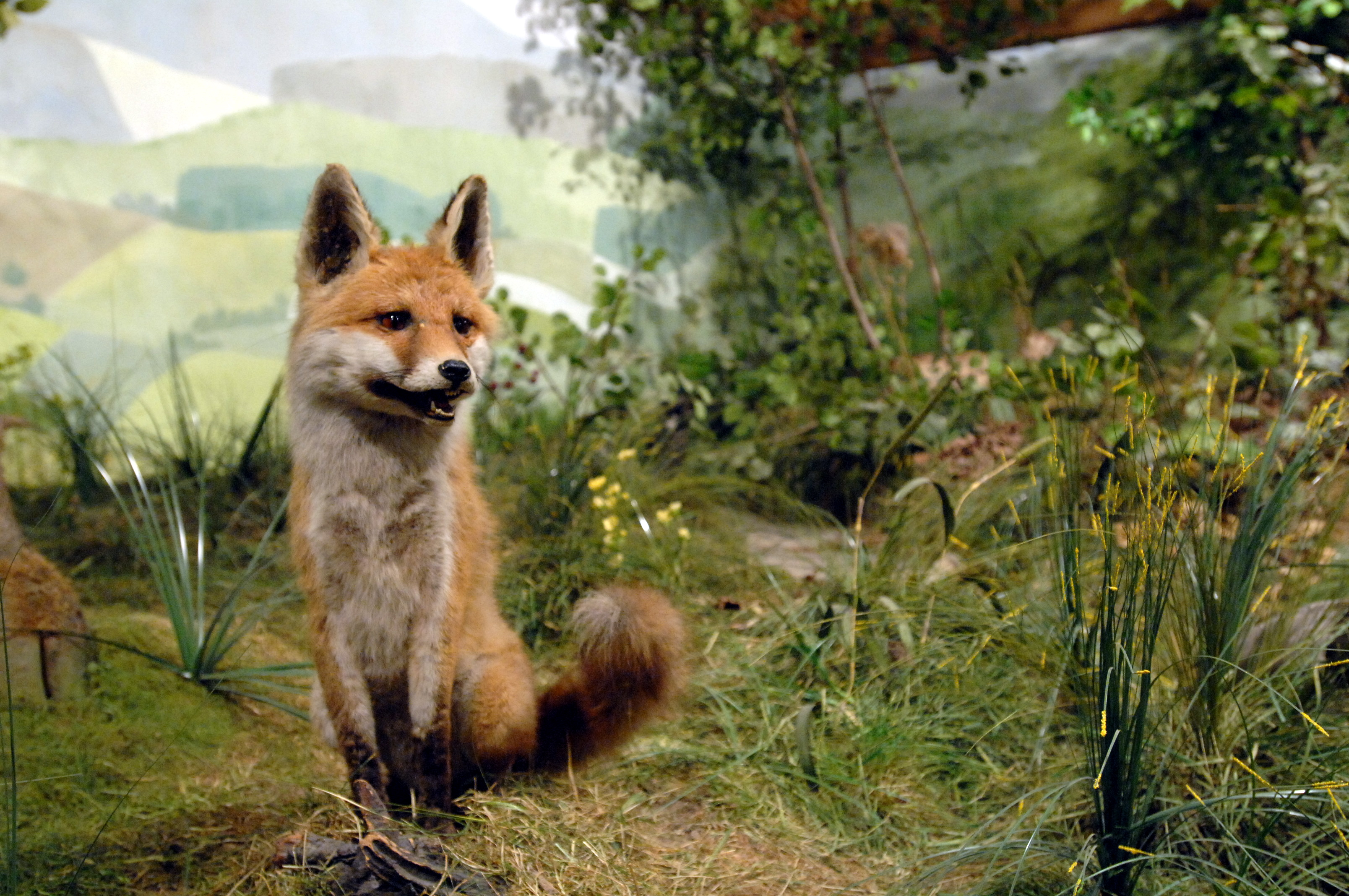
Diorama im Naturpark-Haus

### Weitere Sehenswürdigkeiten im Naturpark Augsburg – Westliche Wälder

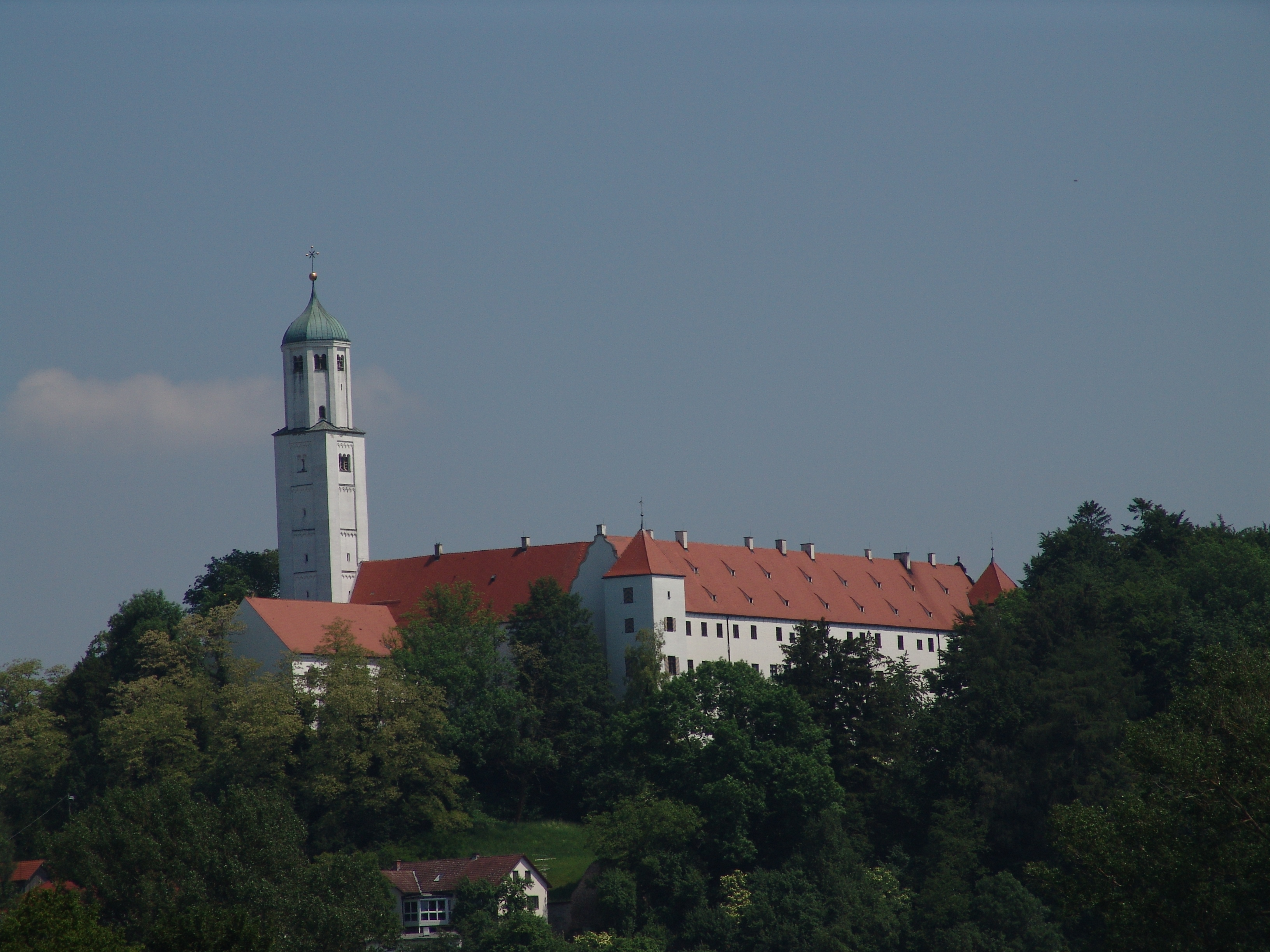
Fuggerschloss Kirchheim

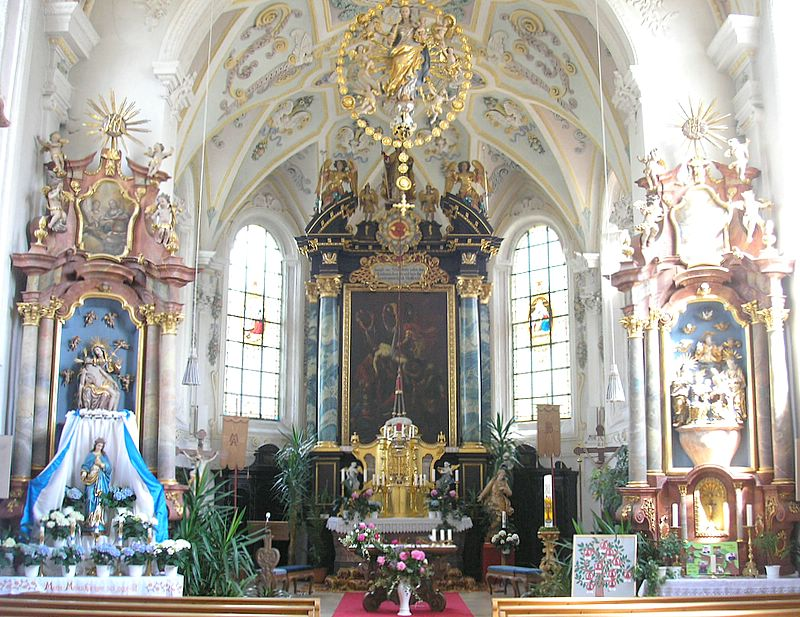
Eine der zahlreichen sehenswerten Kirchen im „Schwäbischen Pfaffenwinkel“: Die Pfarrkirche St. Wolfgang in Mickhausen

- Volkssternwarte mit Planetarium und astronomischer Pergola in Streitheim
- Keltenschanzen, früh- und hochmittelalterliche Wallanlagen und Burgställe (z. B. die Haldenburg bei Schwabegg)
- Der Weiherhof aus dem 18. Jahrhundert.
- Fuggerschloss Kirchheim, aus dem 18. Jahrhundert, mit dem „Cedernsaal“, einem der schönsten Renaissancesäle Europas. Der Saal besitzt eine Kassettendecke mit Zedernholz aus dem Libanon und 14 einheimischen Holzarten, alle in ihren natürlichen Farben.
- Kloster Holzen
- Mariengrotte in Wollmetshofen
- Museum Oberschönenfeld
- Staudenschloss Mickhausen
- Wallfahrtskirche St. Michael in Violau aus dem 18. Jahrhundert und Sternwarte
- Wallfahrtskirche Maria Vesperbild bei Ziemetshausen
- Wallfahrtskirche in Biberbach
- Wallfahrtskirche Allerheiligen bei Scheppach (Markt Jettingen-Scheppach)
- Votivkirche St. Thekla in Welden
- Schloss Gailenbach in Edenbergen
- Wallfahrtskirche „Unsere Liebe Frau“ in Münsterhausen (Gnadenkapelle nach dem Vorbild von Altötting erbaut)
- Zahlreiche kleinere Barock- und Rokokokirchen des „Schwäbischen Pfaffenwinkels“